# Life on the murder scene
Life on the murder scene är ett musikvideoalbum på DVD av den amerikanska musikgruppen My Chemical Romance. Albumet inkluderar en skiva med biografier och liknande om bandet och bandmedlemmarna samt en skiva med liveframträndanden, musikvideor och scener från skapandet av dessa.